# Discipline
Discipline este un album al trupei King Crimson lansat în 1981, primul după o pauză de șapte ani. Doar fondatorul Robert Fripp și Bill Bruford mai fuseseră și în alte componențe ale formației. Restul grupului era format din Adrian Belew, care cântase cu David Bowie și Frank Zappa, și Tony Levin, ce cântase cu Peter Gabriel. A rezultat un album orientat mai mult spre new wave-ul anilor '80 și cu o sonoritate pre-techno . 

## Lista pieselor
1. „Elephant Talk” (4:43)
2. „Frame by Frame” (5:09)
3. „Matte Kudasai” (3:47)
4. „Indiscipline” (4:33)
5. „Thela Hun Ginjeet” (6:26)
6. „The Sheltering Sky” (8:22)
7. „Discipline” (5:13)

Toate cântecele au fost scrise de Adrian Belew, Bill Bruford, Robert Fripp și Tony Levin.

## Discuri single
1. „Elephant Talk”/„Matte Kudasai” (1981)
2. „Thela Hun Ginjeet” (1981)

## Componență
- Adrian Belew — chitară, voce
- Robert Fripp — chitară
- Tony Levin — Chapman Stick , chitară bas , voce de fundal
- Bill Bruford — baterie